# B3GALT6
B3GALT6 (англ. Beta-1,3-galactosyltransferase 6) – білок, який кодується однойменним геном, розташованим у людей на 1-й хромосомі. Довжина поліпептидного ланцюга білка становить 329 амінокислот, а молекулярна маса — 37 138.
| 10         |  | 20         |  | 30         |  | 40         |  | 50         |
| ---------- |  | ---------- |  | ---------- |  | ---------- |  | ---------- |
| MKLLRRAWRR |  | RAALGLGTLA |  | LCGAALLYLA |  | RCAAEPGDPR |  | AMSGRSPPPP |
| APARAAAFLA |  | VLVASAPRAA |  | ERRSVIRSTW |  | LARRGAPGDV |  | WARFAVGTAG |
| LGAEERRALE |  | REQARHGDLL |  | LLPALRDAYE |  | NLTAKVLAML |  | AWLDEHVAFE |
| FVLKADDDSF |  | ARLDALLAEL |  | RAREPARRRR |  | LYWGFFSGRG |  | RVKPGGRWRE |
| AAWQLCDYYL |  | PYALGGGYVL |  | SADLVHYLRL |  | SRDYLRAWHS |  | EDVSLGAWLA |
| PVDVQREHDP |  | RFDTEYRSRG |  | CSNQYLVTHK |  | QSLEDMLEKH |  | ATLAREGRLC |
| KREVQLRLSY |  | VYDWSAPPSQ |  | CCQRREGIP  |  |            |  |            |

A: Аланін

C: Цистеїн

D: Аспарагінова кислота

E: Глутамінова кислота

F: Фенілаланін

G: Гліцин

H: Гістидин

I: Ізолейцин

K: Лізин

L: Лейцин

M: Метіонін

N: Аспарагін

P: Пролін

Q: Глутамін

R: Аргінін

S: Серин

T: Треонін

V: Валін

W: Триптофан

Кодований геном білок за функціями належить до трансфераз, глікозилтрансфераз. 
Білок має сайт для зв'язування з іоном марганцю. 
Локалізований у мембрані, апараті гольджі.